# Rudolf Lehmann (Ingenieur)
Rudolf Lehmann (auch Rudolph Lehmann; * 15. Oktober 1842 in Oldenburg; † 4. Februar 1914 in Tokio) war ein deutscher Ingenieur, Dozent für Fremdsprachen und Japan-Pionier.

## Leben und berufliche Entwicklung
Rudolf Lehmann war der vierte Sohn des Oberjustizrats Adolph Lehmann (verst. Juli 1889) und seiner Frau Louise (geb. von Muck, verst. Okt. 1894). Die Familie Lehmann bewohnte zur damaligen Zeit ein eigenes Haus in Oldenburg Peterstraße (heute Nr. 39). Er wuchs in guten finanziellen Verhältnissen auf. Im Elternhaus wurde auf eine musische Betätigung der Kinder Wert gelegt. Rudolf spielte Geige. In Oldenburg besuchte er erst das Herbart-Gymnasium und wechselte dann auf die Höhere Bürgerschule, da seine Veranlagung vornehmlich im Praktischen lag. Den Zeugnissen und den Aussagen der Eltern zufolge war er ein fleißiger Schüler. Die Bürgerschule beendete er zu Ostern 1860 mit dem Abgangszeugnis der 1. (Oberste) Klasse. Nach dem Schulabschluss sammelte er erste praktische Erfahrungen in einer Schiffswerft in Rotterdam, die von seinem Bruder Carl Lehmann (1831–1874) geleitet wurde. Vor allem war dabei das Ziel, dass er sich mit praktischen Fragen des Schiffbaus beschäftigte. Ein Jahr darauf siedelte er nach Fijnaart, westlich von Breda um und arbeitete hier in einer Maschinenfabrik. Von 1862 bis 1866 studierte Rudolf Lehmann Maschinenbau am Polytechnikum Karlsruhe, wo er der Burschenschaft Teutonia beitrat. Nach Abschluss seines Studiums arbeitete er als Techniker bei der Firma Dudre v. Heil in Amsterdam. Weil sein Bruder Carl einer Hamburger Werft den aus Japan stammenden Auftrag zum Bau von 3 Stahlschiffen erteilt hatte, überwachte Rudolf ab 1867 den Bau und die Vorbereitung des Transports der Schiffe.

## Lehrtätigkeit und Unterstützung der regionalen Entwicklung in Japan
Von Hamburg aus bis Nagasaki begleitete er 1868 den Transport der demontierten Schiffe über die USA und kam nach etwa 7 Monaten Schiffsreise in Japan an. Sein Bruder Carl Lehmann (Ingenieur) hatte inzwischen auf der Werft Kawaguduk in der Nähe von Osaka alle Vorbereitungen getroffen, dass die drei eisernen Küstendampfern zusammengebaut und in Dienst gestellt werden konnten. Sie wurde auf die Namen „Adler“ und „Berlin“ getauft. Nach erfolgter Anleitung des japanischen Bedienungspersonals durch die Lehmann-Brüder verkehrten die Schiffe zwischen Kyōto und Osaka. Gemeinsam mit seinem Bruder Carl unterstützten sie nun nach besten Erfahrungen die regionale Verwaltung von Kyōto, nach dem Wegzug des Kaiserhofes nach Edo, dem späteren Tokio, bei der wirtschaftlichen Entwicklung der Region. In der neu gegründeten „Schule für westliche Studien“ (Yogabu-sho) in Kyōto erhielt Robert Lehmann 1870, durch die Vermittlung des Samurai Yamamoto Kakuma (1828–1892), eine Anstellung als Lehrer für 3 Jahre mit einem monatlichen Gehalt von 250 Yen. Seine Unterrichtsfächer waren Mathematik und Fremdsprachen. Zur Verbesserung des Sprachunterrichtes erarbeitete er mit seinen Schülern das erste Deutsch-Japanische Wörterbuch, welches 1871 im Holzdruckverfahren erschien. Die Erstausgabe dieses Wörterbuches wird noch heute in der Bibliothek in Kyōto aufbewahrt. Ein Jahr darauf erweiterte er dieses Wörterbuch „Wa-yaku doitsu jisho“ auf zwei Bände. Auf Grund seiner Leistungen erhielt er eine Festanstellung bei der Präfektur Kyōto.
Ab 1871 lebte er in Osaka mit der 15-jährigen Ben Kida „Tatsu“ in einem gemeinsamen Haushalt zusammen. Ihr erstes Kind, eine Tochter mit Namen Toni Koto Luise, wurde am 4. August 1872 geboren. Und zwischen 1886 und 1902 wurden ihnen fünf Söhne geboren. Nach japanischem Recht heirateten beide am 19. Juli 1907 in Tokio und machten damit ihr Zusammenleben als Familie offiziell. Um auch eine deutsche Erziehung zu gewährleisten, wohnten die Kinder zeitweilig bei den Großeltern in Oldenburg. Bei einer Dienstreise 1887 nach Deutschland wurde die älteste Tochter in Heidelberg getauft.
Da die Schule bald für die ihr zugedachten Aufgaben zu klein wurde, zog sie 1873, jetzt unter dem Namen „Deutsche Schule“ (Doitsu Gakko) in ein Haus nördlich des Nijō Palastes. Rudolf Lehmanns Lehrfächer waren ab diesem Zeitpunkt Naturwissenschaften, Geschichte und Geografie. 1873 erschien eine dritte Auflage des japanisch-deutschen Wörterbuches. Wichtig war für die Region Kyoto die Weitergabe von Bildung und kulturellem Wissen des Auslandes. Deshalb widmete auch der Gouverneur der Region Mahimura Masanao (1834–1896) den Fragen der Bildung aller Generationen einen so hohen politischen Stellenwert. Bedingt durch diese Aufmerksamkeit hatte sie die Region Kyoto wirtschaftlich gut entwickelt und die Angebote der Bildung waren ein wichtiges Aushängeschild über die Grenzen des Gouvernements hinaus. Der Bruder Carl Lehmann erkrankte 1873 an Tuberkulose und verstarb im April des folgenden Jahres. Rudolf Lehmann bemühte sich das Erbe seines Bruders, der vor allem als Berater des Gouverneurs in Wirtschaftsfragen tätig war, zu übernehmen.
In relativ kurzer Zeit gelang es ihm diese Rolle mit zu übernehmen. So begannen mit seiner Unterstützung 1875 erste Arbeiten zur Errichtung einer Papierfabrik am Ufer des Katsura Flusses. Seine Idee war es dabei, eine neue Technologie einzuführen, die auf der Grundlage heimischer Rohstoffe, wie gezupfter Baumwolle und Stroh, die Papierherstellung realisieren konnte. Im Jahre 1876 ging die Fabrik in Betrieb. Weiterhin unterstützte er mit Rat und Tat den Bau einer Viehfarm zur besseren Versorgung der Bevölkerung mit Fleisch. Der Vorschlag von Rudolf Lehmann sah den Ankauf von Rindern und Schafen aus den USA vor und die schrittweise Anpassung dieser Tiere an das japanische Klima. Der für den Betrieb der Anlage ausgewählte landwirtschaftliche Ingenieur wurde nach dem Erfahrungswissen Lehmanns ausgebildet und eingesetzt. Auch bei der Errichtung einer Gerberei, ebenfalls am Ufer des Katsura Flusses, wirkte er mit. Rudolf Lehrmann kümmerte sich um das Know-how der Gerbe-Technologie und begleitete die Installation der Technik. Weitere Produktionsanlagen und Fabrikationen, die auf der Grundlage westlicher Technologien errichtet wurden, folgten in der Region.
Neben seiner Lehrtätigkeit brachte Rudolf Lehmann seine Erfahrungen und Mithilfe bei der Ausarbeitung und Gestaltung von Lese- und Grammatikbüchern mit ein. Als 1877 der Bedarf an weiteren Wörterbüchern laut wurde organisierte und begleitete er die Herausgabe des ersten japanisch-deutschen Wörterbuches das nach dem japanischen Alphabet (i-ro-ha) aufgebaut war. Im gleichen Jahr, aus Anlass der Einweihung der ersten Eisenbahnlinie von Kobe nach Kyoto weilte der Miji-Tenno in der Region. Dabei stand für den 2. Februar 1877 auch der Besuch der Deutschen Schule auf dem Plan. Aus Anlass dieses Ereignisses hielt Rudolf Lehmann die Festrede auf Deutsch und die Übersetzung nahm der Japaner Ojiwara Sanke vor. Auf Grund von finanziellen Schwierigkeiten innerhalb der Regionalverwaltung konnte 1881 der Arbeitsvertrag für ihn nicht erneut verlängert werden. Um dennoch in den Genuss des Unterrichts zu kommen, gründeten einige seiner Schüler den „Lehmann-Verein“ der sich die Fortsetzung der Lehrarbeit zum Ziel gesetzt hatte. Im Jahre 1884 gründeten sie daraus eine private Deutschschule für Kyoto aus der sich später die „Pharmazeutische Hochschule Kyoto“ entwickelte.

## Neuer Wirkungskreis und Aufgabenstellung in Tokio
Ab 1882 war Rudolf Lehmann dann als Deutschlehrer an der Schule für ausländische Sprachen in Tokio angestellt. Immer mehr entwickelte sich hier für ihn die Zusammenarbeit mit der Tokioter Universität und die direkte Arbeit mit Studenten. Im September 1884 übernahm er die Sprachausbildung Deutsch für die Vorbereitungsklassen zur Universitäts-Zulassung. Hier raus entwickelten sich später die Ober- und Mittelschulen in Japan. Darüber hinaus unterrichtete er an der Schule des „Vereins für Deutsche Wissenschaften“ (DGK). Doch 1887 wollte er eine berufliche Neuausrichtung für sich anstreben. Deswegen reiste er für mehrere Wochen nach Deutschland um einen gewissen Abstand zu seinen bisherigen Tätigkeiten herzustellen. Und es gab noch einen weiteren, einen familiären Anlass. Seine Eltern begingen in Oldenburg ihre Goldene Hochzeit. Doch die Neuorientierung kam dann doch schneller als gedacht. Rudolf Lehmann begann 1887 in der Niederlassung der deutschen Handelsfirma M.Raspe & Co. mit Geschäftssitz in Hamburg als Leiter der Maschinenbau-Abteilung zu arbeiten. Das Unternehmen hatte sich auf den Export von Maschinen spezialisiert und erneut führen ihn seine Reisewege nach Japan. Hier wirkt er mit an der Planung und dem Bau der „Episu-Beer“ Brauerei in Mita. Schrittweise entwickelt er sich auf diesem Weg immer stärker zum Ratgeber und Unterstützer anderer Deutscher, aber auch für Ausländer aus anderen Länder, bei der Erschließung des japanischen Marktes. Im September des gleichen Jahres wird er für seine geleistete Arbeit durch den Japanischen Kaiser mit der Verleihung des Ritterkreuzes des Verdienstordens der aufgehenden Sonne geehrte.
Bereits seit 1880 war Rudolf Lehmann Mitglied in der Deutschen Gesellschaft für Natur- und Völkerkunde Ostasiens (OAG) mit Sitz in Tokio. Im Jahre 1882 wurde er in den Vorstand berufen und ein Jahr darauf zum Schatzmeister der Gesellschaft ernannt. Wegen der anstehenden Aufgaben und der Überlastung des gewählten Vorstandes übernahm er 1893 die laufenden Geschäfte. Und dann 1907 erfolgt seine Wahl zum 1. Vorsitzenden der OAG. Nunmehr gehörten auch die Planung des wissenschaftlichen Tagungsprogramms, die inhaltliche Ausrichtung und Auftragsvergabe für Publikationen, Aufsätze und Kurzmitteilungen zu seinen Aufgaben. In dieser Position hatte Rudolf Lehmann über die Jahre einen großen Beitrag für die technische und landwirtschaftliche Modernisierung Japans geleistet. Er genoss durch seinen Leistungen und das Engagement ein hohes Ansehen und die Wertschätzung sowohl auf deutscher als auch japanischer Seite. Eine besondere Würdigung erfolgte hier am 16. Oktober 1912 auf der Festsitzung zum Anlass seines 70. Geburtstages.
Ein weiteres Ehrenamt begleitete Rudolf Lehmann als Mitglied der deutschen evangelischen Gemeinde in Tokio. 1885 in den Vorstand gerufen, war er eine gute und zuverlässige Stütze für den aus der Schweiz stammenden Missionar Heinrich Wilfried Spinner (1854–1918). Als der Bau einer eigenen Kirche für die Gemeinde ins Stocken geriet, legte er bei der Planung und den notwendigen Entscheidungen, die in den entscheidenden Jahren von 1887 bis 1890 anstanden, selbst mit Hand an. Er gab wichtige Impulse für die notwendigen Planungsänderungen und am 27. Januar 1897 konnte dann die Einweihung nach so langer Geduld erfolgen. Für seine Verdienste für die evangelische Gemeinde in Tokio wurde er 1897 durch den Großherzog von Sachsen-Weimar-Eisenach mit dem Orden vom weißen Falken ausgezeichnet.
Ein für ihn schmerzlicher Verlust war 1911 der Tod seines ältesten Sohnes Adolf. Aus diesem Anlass erwarb er eine Grabstelle auf dem Friedhof Zōshigaya, um ihm dort die letzte Ruhe zu geben. Am 14. Januar 1914 erkrankte Rudolf Lehmann an einem typhusartigen Fieber. Nach kurzem Krankheitsverlauf verstarb er am 4. Februar in Tokio. Die Beisetzung erfolgte auf dem Friedhof Zōshigaya. Am Grab sprach ein ehemaliger Schüler, Prof. Kotara Yamaguchi und nahm mit den Worten „wir kennen keinen zweiten (Lehrer) der so große Zuneigung und Achtung bei seinen Schülern genossen hat wie Sie“.

## Nachwirken
Im Jahre 2005 wurde, um das Andenken an Rudolf Lehmann zu bewahren, sein Grab auf dem Friedhof Zōshigaya aufwendig restauriert. Auftraggeber dafür war die „Pharmazeutische Hochschule Kyoto“.